# Método de enseñanza
Un método de enseñanza comprende los principios de la fiscalización y métodos utilizados para la instrucción impartida por los maestros para lograr el aprendizaje deseado por los estudiantes. Estas estrategias se determinan en parte sobre el tema a enseñar y en parte por la naturaleza del alumno. Para que un método de enseñanza particular sea apropiado y eficiente tiene que estar en relación con la singularidad del alumno y el tipo de aprendizaje que se supone que se debe producir. Las recomendaciones están ahí para el diseño y selección de métodos de enseñanza se debe tener en cuenta no solo la naturaleza de la materia, sino también cómo los estudiantes aprenden. En la escuela de hoy en día la tendencia es que se fomenta mucho la creatividad. Es un hecho conocido que el avance humano viene a través del razonamiento. Este razonamiento y pensamiento original realza la creatividad.
Los enfoques para la enseñanza se pueden clasificar en general centrados en el docente y centrados en el estudiante. En el enfoque del aprendizaje centrado en el maestro, los maestros son la principal figura de autoridad en este modelo. Los estudiantes son vistos como "recipientes vacíos" cuya función principal es recibir pasivamente la información (a través de conferencias e instrucciones directas) con un objetivo final de pruebas y evaluación. El papel principal de los profesores es transmitir el conocimiento y la información a sus estudiantes. En este modelo, la enseñanza y la evaluación se consideran dos entidades separadas. El aprendizaje de los estudiantes se mide mediante pruebas y evaluaciones objetivas. En el Enfoque Centrado en el Estudiante del Aprendizaje, mientras que los maestros son una figura de autoridad en este modelo, los maestros y los estudiantes juegan un papel igualmente activo en el proceso de aprendizaje. La función principal del profesor es entrenar y facilitar el aprendizaje del estudiante y la comprensión general del material. El aprendizaje de los estudiantes se mide a través de formas formales e informales de evaluación, incluyendo proyectos de grupo, carteras de estudiantes y participación en clase. La enseñanza y las evaluaciones están conectadas; El aprendizaje del estudiante se mide continuamente durante la instrucción del maestro.

## Métodos de instrucción
Howard Gardner identificó una amplia gama de modalidades en sus teorías de Inteligencias Múltiples. El Indicador de Tipo Myers-Briggs y Clasificador de Temperamento Keirsey, basado en las obras de Jung, se enfocan en entender cómo la personalidad de la gente afecta la forma en que interactúan personalmente y cómo esto afecta la manera en que los individuos responden entre sí dentro del ambiente de aprendizaje.

### Divulgación
El método de conferencia o divulgación es justo uno de varios métodos de enseñanza, aun así en escuelas es normalmente considerado el principal. No está sorprendiendo, tampoco. El método de conferencia es conveniente y normalmente hace el que más sentido tiene, especialmente con medidas de aula más grande. Esta es la razón por la que la divulgación es el método estándar para la mayoría de los cursos universitarios, mientras puede haber cientos estudiantes en el aula a la vez; La divulgación permite a los profesores dirigirse a la mayoría de las personas a la vez, de la manera más general, sin dejar de transmitir la información que él o ella siente que es más importante, de acuerdo con el plan de la lección. Mientras que el método de la divulgación da al instructor o maestro oportunidades de exponer a los estudiantes la materia inédita o no disponible, los estudiantes desempeñan un papel pasivo que puede dificultar el aprendizaje.  Si bien este método facilita la comunicación de clase grande, el conferenciante debe hacer un esfuerzo constante y consciente para tomar conciencia de los problemas de los estudiantes y comprometer a los estudiantes a dar comentarios verbales. Se puede utilizar para despertar el interés en una materia siempre que el instructor tenga habilidades efectivas de la escritura y del discurso.

### Demostrando
Demostrar es el proceso de enseñar a través de ejemplos o experimentos. Por ejemplo, un profesor de ciencias puede enseñar una idea realizando un experimento para los estudiantes. Una demostración puede ser usada para demostrar un hecho a través de una combinación de evidencia visual y razonamiento asociado.
Las demostraciones son similares a narraciones escritas y ejemplos en que permiten a los estudiantes relacionarse personalmente con la información presentada. La memorización de una lista de hechos es una experiencia separada e impersonal, mientras que la misma información, transmitida a través de la demostración, se vuelve personalmente identificable. Las demostraciones ayudan a aumentar el interés de los estudiantes y refuerzan la retención de memoria porque proporcionan conexiones entre hechos y aplicaciones del mundo real de esos hechos. Las conferencias, por otro lado, a menudo se orientan más hacia la presentación de hechos que el aprendizaje conectivo.

### Colaborando
La colaboración permite a los estudiantes participar activamente en el proceso de aprendizaje hablando entre sí y escuchando otros puntos de vista. La colaboración establece una conexión personal entre los estudiantes y el tema de estudio y ayuda a los estudiantes a pensar de una manera menos personalmente sesgada. Los proyectos de grupo y las discusiones son ejemplos de este método de enseñanza. Los maestros pueden emplear la colaboración para evaluar las habilidades del estudiante para trabajar en equipo, habilidades de liderazgo o habilidades de presentación.

Las discusiones colaborativas pueden tomar una variedad de formas, tales como discusiones de la pecera. Después de una cierta preparación y con roles claramente definidos, una discusión puede constituir la mayor parte de una lección, con el maestro dando solamente la regeneración corta al final o en la lección siguiente.

#### Habla en el aula
El tipo más común de método colaborativo de enseñanza en una clase es la discusión o habla en el aula. Es también una forma democrática de manejar una clase, donde cada estudiante tiene la oportunidad igual de interactuar y expresar sus puntos de vista. Una discusión que se lleva a cabo en un aula puede ser facilitada por un profesor o por un estudiante. Una discusión también podría seguir una presentación o una demostración. Las discusiones en clase pueden mejorar la comprensión del estudiante, agregar contexto al contenido académico, ampliar las perspectivas de los estudiantes, resaltar puntos de vista opuestos, reforzar el conocimiento, crear confianza y apoyar a la comunidad en el aprendizaje. Las oportunidades para una discusión significativa y atractiva en clase pueden variar ampliamente, dependiendo del tema y el formato del curso. Sin embargo, las motivaciones para mantener un debate planificado en el aula siguen siendo consistentes. Se puede lograr una discusión eficaz en el aula examinando más preguntas entre los estudiantes, parafraseando la información recibida, usando preguntas para desarrollar el pensamiento crítico con preguntas como "¿Podemos dar este paso más?"; "¿Qué soluciones crees que podrían resolver este problema?"; "¿Cómo se relaciona esto con lo que hemos aprendido acerca de ...?"; "¿Cuáles son las diferencias entre ...?"; "¿Cómo se relaciona esto con tu propia experiencia?"; "¿Qué crees que causa ...?"; "¿Cuáles son las implicaciones de ....?"

Es claro que "el impacto de las estrategias de enseñanza sobre las estrategias de aprendizaje en la educación superior de primer año no puede pasarse por alto ni ser interpretado, debido a la importancia de la personalidad de los estudiantes y la motivación académica que también explican en parte por qué los estudiantes aprenden como" Donche está de acuerdo con los puntos anteriores en los encabezamientos anteriores, pero también cree que las personalidades del estudiante contribuyen a su estilo de aprendizaje.

#### Interrogativo o debriefing
El término "debriefing" se refiere a sesiones de conversación que giran en torno a compartir y examinar la información después de que un evento específico haya tenido lugar. Dependiendo de la situación, el informe puede servir a una variedad de propósitos. Toma en consideración las experiencias y facilita la reflexión y la retroalimentación. Debriefing puede incluir comentarios a los estudiantes o entre los estudiantes, pero esta no es la intención. La intención es permitir que los estudiantes "descongelen" y juzguen su experiencia y progreso hacia el cambio o la transformación. La intención es ayudarlos a llegar a un acuerdo con su experiencia. Este proceso implica un conocimiento del ciclo que los estudiantes pueden tener que ser guiados para debrief completamente. Los maestros no deben ser demasiado críticos con las recaídas en el comportamiento. Una vez que la experiencia esté completamente integrada, los estudiantes saldrán de este ciclo y seguirán con el siguiente.

#### Búsqueda de interacción del aula
La Investigación de Acción en el aula es un método para averiguar qué función es mejor en su propia clase para que pueda mejorar el aprendizaje del estudiante. Sabemos mucho acerca de la buena enseñanza en general (por ejemplo, McKeachie, 1999, Chickering y Gamson, 1987, Weimer, 1996), pero cada situación de enseñanza es única en términos de contenido, nivel, habilidades de los estudiantes y estilos de aprendizaje, 
muchos otros factores. Para maximizar el aprendizaje de los estudiantes, el maestro debe averiguar qué es lo que funciona mejor en una situación particular. Cada método de enseñanza y de investigación, modelo y familia es esencial para la práctica de estudios de tecnología. Los maestros tienen sus fortalezas y debilidades, y adoptan modelos particulares para complementar fortalezas y contradecir debilidades. Aquí, el maestro es muy consciente del tipo de conocimiento a construir. En otras ocasiones, los maestros equipar a sus estudiantes con un método de investigación para desafiarlos a construir nuevos significados y conocimientos. En las escuelas, los métodos de investigación se simplifican, permitiendo a los estudiantes acceder a los métodos en sus propios niveles.

## Evolución de los métodos de enseñanza

### Educación antigua
Alrededor del año 3000 AC, con el advenimiento de la escritura, la educación se volvió más consciente o autorreflexiva, con ocupaciones especializadas como escriba y astrónomo que requieren habilidades y conocimientos particulares. La filosofía en la antigua Grecia llevó a cuestiones de método educativo entrar en el discurso nacional.
En su obra literaria La República, Platón describió un sistema de instrucción que creía que llevaría a un estado ideal. En sus diálogos, Platón describió el método socrático, una forma de investigación y debate con la intención de estimular el pensamiento crítico e iluminar las ideas.
Ha sido la intención de muchos educadores desde que, como el educador romano Quintiliano, encontrar formas específicas e interesantes para alentar a los estudiantes a usar su inteligencia y ayudarles a aprender.

### Educación medieval
Comenius, en Bohemia, quería que todos los niños aprendieran. En su libro El mundo en imágenes, creó un libro de texto ilustrado sobre las cosas que los niños conocían en la vida cotidiana y las utilizó para enseñar a los niños. Rabelais describió cómo el estudiante Gargantua aprendió sobre el mundo, y qué está en él.
Mucho más tarde, Jean-Jacques Rousseau en su Emilio, presentó la metodología para enseñar a los niños los elementos de la ciencia y otros temas. Durante la guerra napoleónica, la metodología de enseñanza de Johann Heinrich Pestalozzi, de Suiza, permitió a los niños refugiados, de una clase que se creía no enseñable, aprender. Describió esto en su relato de un experimento educativo en Stanz.[¿quién?]

La Edad Media,es el periodo medio de un proceso histórico concebido como una sucesión  de tres o más etapas de un movimiento o ciclo

### sigloXIX- educación obligatoria
El sistema de educación prusiano era un sistema de educación obligatoria que data de principios del siglo XIX. Algunas partes del sistema educativo prusiano han servido de modelo para los sistemas educativos de varios otros países, entre ellos el Japón y los Estados Unidos. El modelo prusiano requería que las habilidades de manejo de la clase fueran incorporadas en el proceso de enseñanza.

### sigloXX
Nuevos métodos de enseñanza pueden incorporar televisión, radio, Internet, multimedia y otros dispositivos modernos. Algunos educadores creen que el uso de la tecnología, al mismo tiempo que facilitan el aprendizaje en cierta medida, no es un sustituto de los métodos educativos que fomentan el pensamiento crítico y el deseo de aprender. El aprendizaje de la investigación es otro método de enseñanza moderno. Un método de enseñanza popular que está siendo utilizado por una gran mayoría de profesores es manos en las actividades. Las actividades prácticas son actividades que requieren movimiento, hablar y escuchar, activan múltiples áreas del cerebro. "Cuantas más partes del cerebro usas, más probable es que retengas la información", dice Judy Dodge, autor de 25 evaluaciones formativas rápidas para un aula diferenciada (Scholastic, 2009).